# 5399 Ава
5399 Ава (5399 Awa) — астероїд головного поясу, відкритий 29 січня 1989 року.
Тіссеранів параметр щодо Юпітера — 3,294.